# Kjell Ahlm
Kjell Ahlm, folkbokförd som Kjell Åke Alm, född 2 juni 1927 i Västra Skrävlinge församling, död 19 augusti 2003 i Fosie församling, Malmö, var en svensk friidrottare (sprinter).
Ahlm tog SM-guld på 100 meter 1951. Han tävlade för Heleneholms IF.
Kjell Ahlm är gravsatt i minneslunden på Fosie kyrkogård.

## Personliga rekord
- 100 m: 10,8 s (Stockholms stadion 19 augusti 1951) [2]